# José Ignacio Pavón

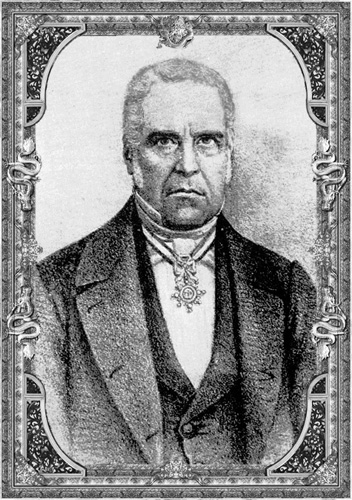

José Ignacio Pavón (Veracruz, 1791 - Mexico-Stad, 25 mei 1866) was een conservatief Mexicaans politicus.
Hij studeerde filosofie en recht aan het Colegio de San Ildefonso. Hij sloot zich aan bij de conservatieve partij en werd voorzitter van het hooggerechtshof onder Félix María Zuloaga. Toen deze terugtrad op 13 augustus 1860 werd hij interim-president. Drie dagen later droeg hij het presidentschap over aan Miguel Miramón. Nadat de conservatieven de Hervormingsoorlog hadden verloren, vluchtte hij naar Europa waar hij deel uitmaakte van het comité van conservatieve notabelen dat Maximiliaan van Habsburg de kroon van Mexico aanbood.